# Afrolidia bulbata
Afrolidia bulbata är en insektsart som beskrevs av Nielson 1992. Afrolidia bulbata ingår i släktet Afrolidia och familjen dvärgstritar. Inga underarter finns listade i Catalogue of Life.